# Faith (album van George Michael)
Faith is het eerste solo-album van George Michael, uit 1987. Het album wordt wereldwijd beschouwd als een van de beste albums in de geschiedenis van de popmuziek, en won verschillende prijzen waaronder een Grammy Award voor album van het jaar.

## Geschiedenis
Na het ophouden van Wham! bracht Michael veel tijd door met het schrijven en opnemen van nummers voor zijn doorbraak als solo-artiest. De zanger produceerde alle nummers van het album zelf, op een na: Look At Your Hands, welke hij samen schreef met David Austin.
Met het gebruik van de toen revolutionaire Synclavier 9600 Tapeless Studio werd Faith het eerste digitaal opgenomen album van George Michael.

## Commerciële ontvangst
Het album werd een groot succes. Tussen 1987 en 1988 produceerde Faith vele hitsingles, waaronder een nummer 1-hit in de Top 40 met de eerste single Faith. In de Verenigde Staten werden zelfs vier nummer 1-hits gescoord. Hiermee is hij de enige mannelijke Britse zanger met vier nummer 1-hits van één lp in de Billboard Hot 100. Het album zelf stond in Nederland vijf weken bovenaan de albumlijst. Ook in onder andere de Verenigde Staten (12 weken) en het Verenigd Koninkrijk (1 week) werd die positie behaald.

## Tracklist
1. "Faith" – 3:16
2. "Father Figure" – 5:36
3. "I Want Your Sex (Parts I & II)"† – 9:17
4. "One More Try" – 5:50
5. "Hard Day" – 4:48
6. "Hand to Mouth" – 4:36
7. "Look At Your Hands" – 4:37
8. "Monkey" – 5:06
9. "Kissing a Fool" – 4:35

Extra nummers
1. "Hard Day (Shep Pettibone Remix)" – 6:29
2. "A Last Request (I Want Your Sex Part III)" – 3:48

†: I Want Your Sex staat op het album als "I Want Your Sex (Monogamy Mix)", de afzonderlijke delen zijn getiteld "Rythm 1 Lust" en "Rythm 2 Brass In Love". De gehele dertien minuten durende "Monogamy Mix" is te vinden op de 12" en de cd-single van "I Want Your Sex".

## Hitsingles
| Single met eventuele hitnotering(en) in de Nederlandse Top 40 | Datum van verschijnen | Datum van binnenkomst | Hoogste positie | Aantal weken | Opmerkingen |
| ------------------------------------------------------------- | --------------------- | --------------------- | --------------- | ------------ | ----------- |
| I want your sex                                               | 1987                  | 13-06-1987            | 1(3wk)          | 12           |             |
| Faith                                                         | 1987                  | 24-10-1987            | 1(6wk)          | 13           |             |
| Father figure                                                 | 1988                  | 16-01-1988            | 2               | 9            |             |
| One more try                                                  | 1988                  | 23-04-1988            | 4               | 11           |             |
| Monkey                                                        | 1988                  | 23-07-1988            | 6               | 7            |             |
| Kissing a fool                                                | 1988                  | 26-11-1988            | 13              | 7            |             |

## Prijzen
- Grammy Award voor "Album van het jaar" (1989)
- American Music Award voor "Best R&B/Soul album" (1989)
- Ivor Novello Award voor "Hit van het jaar" (Faith, 1989)
- MTV Video Music Award voor "Beste regie van een clip" (Father Figure, 1988)